# Isometrie (muziek)
Isometrie (of isometriek) treedt op in melodieën waarin de noten geen verschil in nootwaarde (meer) hebben, dus waarvan alle noten even lang gezongen of gespeeld moeten worden.
Een voorbeeld van isometrie is het zingen van de Geneefse psalmenmelodieën.
Isometrische melodiek komt voor in voornamelijk kerkmuziek en -liederen, zoals psalmen en koralen. Sommige componisten gebruiken isometrie ook als middel om tijdloosheid te suggereren. Door een melodie te ontdoen van een ritmische structuur kan deze als monotoon worden ervaren. Ook in horror-muziek komt isometrie voor omdat een isometrische melodie soms spanning ('suspense') geeft aan het beeld. Vaak gaat isometrie vergezeld van homofone zettingen. Wat kenmerkend is voor isometrische muziek is dus vooral de puls, en niet het ritme.